# B3 0727+409
B3 0727+409 è un quasar situato in direzione della costellazione della Lince. Ha un redshift di z=2,5 che corrisponde ad una distanza percorsa dalla luce di oltre 11 miliardi di anni.
B3 0727+409 è stato scoperto in modo casuale nel corso di osservazioni effettuate sull'ammasso di galassie Abell 585, utilizzando il Telescopio spaziale Chandra nella banda dei raggi X. Chandra ha così individuato il quasar da cui diparte un potente jet di particelle emesso dal buco nero supermassiccio posto al centro della galassia, getto che si estende per una lunghezza di circa 300.000 anni luce.
La particolarità della scoperta è che normalmente questi getti vengono individuati nello spettro delle onde radio, mentre in questo caso l'emissione di raggi X supera di molto quella delle onde radio che, al contrario, appare debole. È uno dei pochi jet scoperti che emettono raggi X situato a distanza così remota. 
L'immagine di B3 0727 + 409 risale ad un'epoca in cui l'Universo aveva solo 2,7 miliardi di anni e la radiazione cosmica di fondo a microonde (CMB), eco del Big Bang, aveva un'intensità maggiore di quanto osservabile attualmente,
È possibile che gli elettroni emessi dal buco nero, viaggiando nel getto a velocità relativistiche, entrando in collisione con i fotoni della CMB ne abbiano incrementato l'energia nella banda dei raggi X. Gli elettroni in questo processo continuano a viaggiare a velocità prossime a quelle della luce per centinaia di migliaia di anni.
L'enorme produzione di raggi X ha permesso a Chandra di rilevare il fenomeno, il che rende ragione della quasi completa assenza di onde radio.
La scoperta implica che esistono degli aspetti, ancora da studiare e comprendere, dell'evoluzione dei buchi neri supermassici, le cui proprietà possono mutare nel corso di miliardi di anni.